# فكتوريا جاكسون
فكتوريا لين جاكسون ويسل (بالإنجليزية: Victoria Lynn Jackson-Wessel)‏ هي كوميدية وممثلة ومغنية ومدونة إنترنت أمريكية ولدت في يوم 2 أغسطس 1959 في مدينة ميامي في الولايات المتحدة، أشتهرت بعد تمثيلها في المسلسل الكوميدي ساترداي نايت لايف الذي عرض من سنة 1986 إلى سنة 1992 على قناة إن بي سي، بعد ذلك ظهرت في عدة عروض ستاند أب كوميدي، عرفت بمواقفها اليمينية والمحافظة وعن دعمها لحركة الشاي، وبمواقفها المعارضة للرئيس الأمريكي باراك أوباما حيث وصفته بالشيوعي والجهادي المسلم.

## روابط خارجية
- فكتوريا جاكسون على موقع IMDb (الإنجليزية)
- فكتوريا جاكسون على موقع روتن توميتوز (الإنجليزية)
- فكتوريا جاكسون على موقع ألو سيني (الفرنسية)
- فكتوريا جاكسون على موقع ميوزك برينز (الإنجليزية)
- فكتوريا جاكسون على موقع أول موفي (الإنجليزية)
- فكتوريا جاكسون على موقع قاعدة بيانات الأفلام السويدية (السويدية)
- فكتوريا جاكسون على موقع إن إن دي بي (الإنجليزية)
- فكتوريا جاكسون على موقع قاعدة بيانات الفيلم (الإنجليزية)
- فكتوريا جاكسون على موقع كينوبويسك (الروسية)